# Холщайн
Холщайн (на немски: Holstein, на долногермански и на датски: Holsten, на латински: Holsatia) е историческа територия в южната част на днешен Шлезвиг-Холщайн и е наречен на едно от трите живели там племена на саксите, холстите (Holsten, Holtsaten = „жители на гората“).
Холщайните са споменати за пръв път през 1076 г.:
Transalbianorum Saxonum populi sunt tres. Primi ad occeanum sunt Tedmarsgoi, et eorum ecclesia mater in Melindorp. Secundi Holcetae, dicti a silvis, quas accolunt; eos Sturia flumen interluit, ecclesia Scanafeld. Tercii et nobiliores Sturmarii dicuntur, eo quod seditionibus ea gens frequens agitur. Inter quos metropolis Hammaburg caput extollit, olim viris et armis potens, agro et frugibus felix;
Холщайн съществува като Графство Холщайн (на немски: Grafschaft Holstein; 811 – 1474), след това като Херцогство Холщайн (на немски: Herzogtum Holstein; 1474 – 1866). Холщайн принадлежи от 811 до 1806 г. към Франкската империя или към нейния наследник Свещената Римска империя на немската нация. Столица е град Кил.